# Ентерички нервни систем
Ентерични нервни систем (ЕНС) или унутрашњи нервни систем је један од главних одељења аутономног нервног система (АНС) и састоји се од мрежастог система неурона који управља функцијом гастроинтестиналног тракта. Способан је да делује независно од симпатичког и парасимпатичког нервног система, иако може бити под њиховим утицајем. ЕНС има надимак „други мозак“. Изводи се из ћелија нервног гребена.
Ентерични нервни систем је способан да функционише независно од мозга и кичмене мождине, али се ослања на инервацију из аутономног нервног система преко вагусног нерва и превертебралних ганглија код здравих субјеката. Међутим, студије су показале да је систем оперативан са пресеченим вагусним нервом. Неурони ентеричког нервног система контролишу моторне функције система, поред лучења гастроинтестиналних ензима. Ови неурони комуницирају преко многих неуротрансмитера сличних ЦНС-у, укључујући ацетилхолин, допамин и серотонин. Велико присуство серотонина и допамина у цревима су кључне области истраживања неурогастроентеролога.

## Структура
Ентерични нервни систем код људи састоји се од око 500 милиона неурона (укључујући различите типове Догијелових ћелија), 0,5% броја неурона у мозгу, пет пута више од сто милиона неурона у кичменој мождини човека, и око 2⁄3 колико у целом нервном систему мачке. Ентерични нервни систем је уграђен у слузницу гастроинтестиналног система, почевши од једњака и протеже се до ануса.
Неурони ЕНС-а су сакупљени у два типа ганглија: миентерични (Ауербахов) и субмукозни (Мајснеров) плексус. Миентерични плексуси се налазе између унутрашњег и спољашњег слоја мускуларис ектерна, док се субмукозни плексуси налазе у субмукози.

## Функција
ЕНС је способан за аутономне функције као што је координација рефлекса; иако добија значајну инервацију од аутономног нервног система, може и функционише независно од мозга и кичмене мождине. Његова студија је фокус неурогастроентерологије.

### Клинички значај
Неурогастроентерологија обухвата проучавање мозга, црева и њихових интеракција од значаја за разумевање и управљање гастроинтестиналним мотилитетом и функционалним гастроинтестиналним поремећајима. Конкретно, неурогастроентерологија се фокусира на функције, кварове и малформације симпатичког, парасимпатичког и ентеричког одељења дигестивног тракта. Термин такође описује медицински субспецијализам гастроентерологије посвећен лечењу мотилитета и функционалних гастроинтестиналних поремећаја.